# 税所篤秀
税所 篤秀（さいしょ あつひで、1882年（明治15年）8月16日 - 1930年（昭和5年）7月10日）は、大正から昭和期の政治家、華族。貴族院子爵議員。

## 経歴
本籍鹿児島県。警察官僚・税所篤一の長男として生まれる。
1908年（明治41年）私立東洋大学を卒業。同年、東亜煙草に入社し大連販売所で勤務。その後、浪速銀行書記、十五銀行勤務となった。
父・篤一の死去に伴い、1914年（大正3年）6月30日、子爵を襲爵した。
1925年（大正14年）7月10日、貴族院子爵議員に選出され、研究会に属して活動し死去するまで1期在任した。

## 親族
- 曽祖父・税所篤倫 - 鹿児島藩士
- 祖父 - 篤（子爵、元老院議官）[1]
- 父 - 篤一（子爵）
- 母 - とく（旧紀州藩士・吉原清六 次女）[1][3]
- 妹・サワ - 大久保俊熊（大久保利通六男）の妻[9]
- 妻・文（1891年生） - 銀行員・村井晦蔵 長女[1]
- 長男・篤満（1911年生） - 子爵[1]。トヨタ自動車役員
- 孫・税所篤一郎（1940年生） - 篤満の長男。日本航空
- 曾孫・税所玲子（1968年生） - 篤一郎の二女。元NHKロンドン支局長